# Bolsenheim
 Bolsenheim (en alsacià Bolsene) és un municipi francès, situat a la regió del Gran Est, al departament del Baix Rin. L'any 1999 tenia 431 habitants.
Forma part del cantó d'Erstein, del districte de Sélestat-Erstein i de la Comunitat de comunes del cantó d'Erstein.

## Demografia
| 1962 | 1968 | 1975 | 1982 | 1990 | 1999 |
| ---- | ---- | ---- | ---- | ---- | ---- |
| 290  | 304  | 370  | 438  | 425  | 431  |

## Administració
| Període | Identitat      | Partit |
| ------- | -------------- | ------ |
| 2001-   | François Riehl |        |